# مسجد بازار ساوه
مسجد بازار مربوط به دوره زندیه است و در ساوه، ضلع شمالی تکیه بازار واقع شده است. این اثر در تاریخ ۱۴ مهر ۱۳۵۴ با شمارهٔ ثبت ۱۱۸۹ به‌عنوان یکی از آثار ملی ایران به ثبت رسیده است.